# Desa Bilangan
Desa Bilangan är en administrativ by i Indonesien.   Den ligger i provinsen Jawa Timur, i den västra delen av landet, 800 km öster om huvudstaden Jakarta. Desa Bilangan ligger på ön Madura.